# Aquaman: Battle for Atlantis
Aquaman: Battle for Atlantis är ett datorspel för Xbox och Nintendo Gamecube, baserat på DC Comics seriefigur Aquaman. Det utvecklades av Lucky Chicken Studios och publicerades av TDK. Spelet är känt för sin dåliga mottagning från spelare och kritiker.